# Университет Джеймса Кука
Университет Джеймса Кука (англ. James Cook University, JCU) — государственный университет австралийского штата Квинсленд, образован в 1970 году. Второй старейший университет Квинсленда, он является учебным и научно-исследовательским учреждением. Главные кампусы университета расположены в тропических городах Кэрнс и Таунсвилл, а один — в городе-государстве Сингапур. JCU также имеет учебные центры в Маунт-Айзе, Маккае, на острове Терсди и в Рокхэмптоне. Брисбенский кампус, управляемый Russo Higher Education, предлагает программы бакалавриата и магистратуры для иностранных студентов. Основные направления исследований университета включают науки об окружающей среде, биологические науки, математические науки, науки о Земле, сельскохозяйственные и ветеринарные науки, технологии, а также медицинские науки и науки о здоровье.